# Yuki Saneto
Yuki Saneto (實藤 友紀 Saneto Yuki?), född 19 januari 1989 i Tokushima prefektur, är en japansk fotbollsspelare.
Saneto började sin karriär 2011 i Kawasaki Frontale. Han spelade 74 ligamatcher för klubben. 2016 flyttade han till Avispa Fukuoka.